# Plum Village

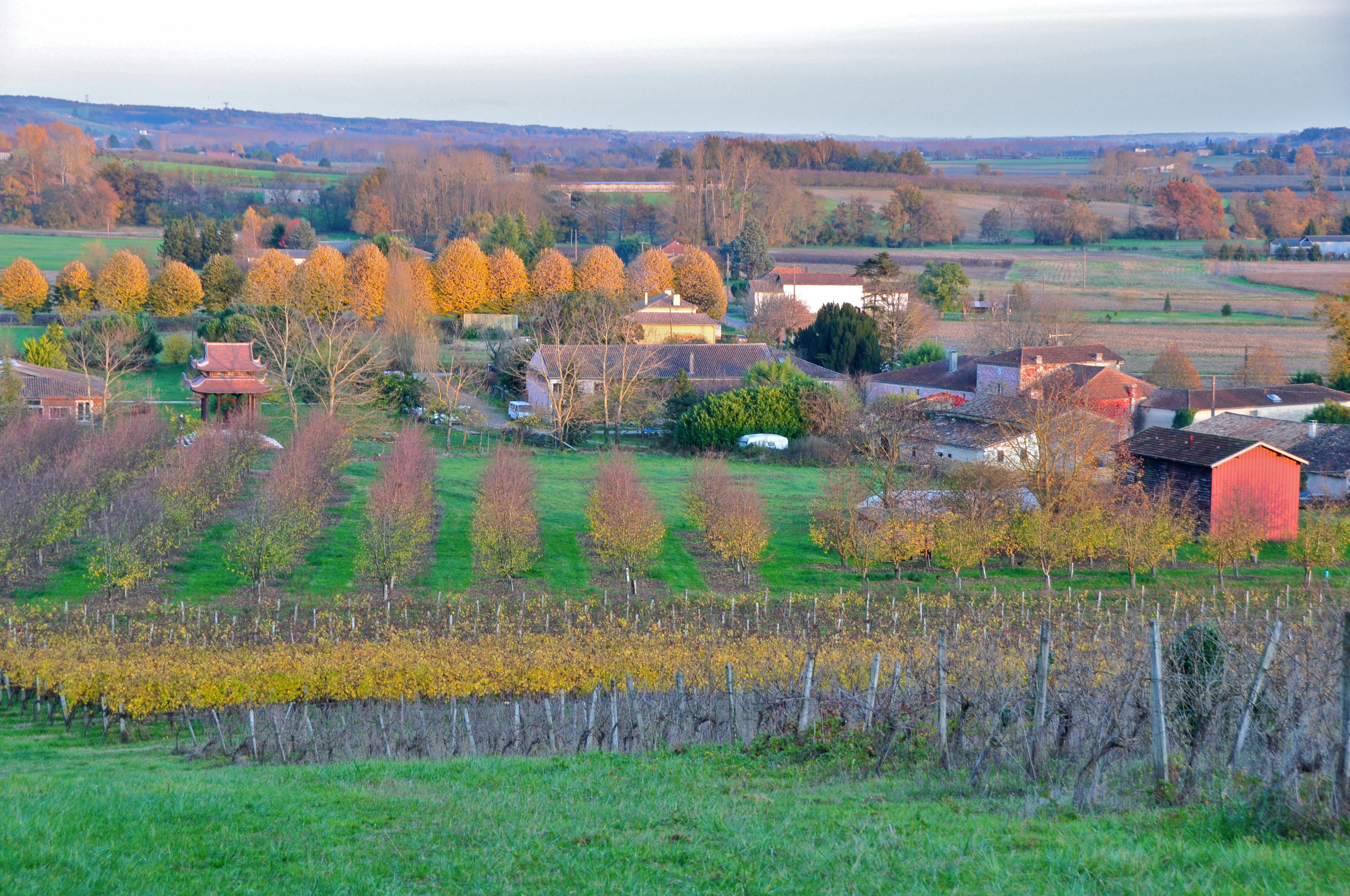
New Hamlet – eine der vier Siedlungen.

Plum Village (Làng Mai) ist ein buddhistisches Meditationszentrum im Département Dordogne im südlichen Frankreich. Es wurde 1982 vom vietnamesischen Mönch Thích Nhất Hạnh gegründet. Jedes Jahr finden dort Retreats statt, die von Tausenden von Menschen aus der ganzen Welt besucht werden.
2017 wurde das Leben der Gemeinschaft in dem Film Walk With Me von  Marc Francis und Max Pugh dokumentiert.
Weitere Plum Villages (assoziierte Partner):
Vereinigte Staaten
- Blue Cliff Monastery, Pine Bush, New York
- Deer Park Monastery, Escondido, Kalifornien
- Magnolia Grove Monastery, Batesville, Mississippi

Europa
- Europäisches Institut für Angewandten Buddhismus, Waldbröl bei Bonn
- Healing Spring Monastery (und Maison de L'Inspir), Verdelot, Frankreich

Asien/Australien
- Thai Plum Village, Pak Chong, Nakhon Ratchasima, Thailand
- Asian Institute of Applied Buddhism, Hongkong
- Stream Entering Meditation Center, Australien[2]